# Salomon Adami
Salomon Adami, född före 1665, var en dansk miniatyrmålare, som var verksam omkring 1700.
Salomon Adami var lärare i målning för storkansler Ulrik Adolf Holsteins gemål. Det är oklart om Adami verkat också i Sverige, men han har utfört ett antal porträtt på svenska adelspersoner. Han målade förutom miniatyrer även tavlor i större format och signerade sina verk med ett A täckt med ett stort S.